# Rhabdomastix (Rhabdomastix) satipoensis
Rhabdomastix (Rhabdomastix) satipoensis is een tweevleugelige uit de familie steltmuggen (Limoniidae). De soort komt voor in het Neotropisch gebied.